# Nur Fettahoğlu
Nur Fettahoğlu właśc. Asiye Nur Fettahoğlu (ur. 12 listopada 1980 w Duisburgu) – turecka aktorka, prezenterka telewizyjna i projektantka mody.

## Życiorys
Jest jednym z piątki dzieci Sinana i Fatmy Fettahoğlu. Ukończyła liceum Beşiktaş w Stambule, a następnie studiowała projektowanie odzieży na uniwersytecie Haliç. Po ukończeniu studiów pracowała w banku, a następnie prowadziła audycję o tematyce ekonomicznej w tureckim kanale telewizyjnym Sky Türk. W 2007 zadebiutowała w serialu telewizyjnym Gönül Salıncağı. Wystąpiła w dwóch filmach fabularnych i w sześciu serialach telewizyjnych.
W 2008 wyszła za mąż za Murata Aysana, z którym rozwiodła się trzy lata później. W 2013 poślubiła biznesmena Leventa Veziroğlu, z którym rozwiodła się na początku 2015 roku. W lutym 2016 urodziła córkę Elisę.

## Filmografia

### Seriale
- 2007: Gönül Salıncağı, jako Aylin Arısoy
- 2007: Benden Baba Olmaz, jako Tülay Cenk
- 2008–2010: Aşk-ı Memnu, jako Peyker Yüreoğlu
- 2011–2014: Wspaniałe stulecie, jako sułtanka Mâhidevrân
- 2014–2015: Hayat Yolunda, jako Şafak Günay
- 2015–2016: Filinta, jako Süreyya
- 2017-2018: Fi jako Billur
- 2017-2018: Payitaht Abdülhamid jako Abhaz Prensesi
- 2018-2019: Bozkir jako Dilara Eroglu
- 2019: Kardeş Çocukları jako Umay Karay
- 2020: Babil jako Eda

### Filmy
- 2011: Valley of the Wolves: Palestine jako Simone
- 2011: Gişe Memuru jako Kadın
- 2018: Deliler jako Alaca